# Municipio de Worthen
El municipio de Worthen (en inglés: Worthen Township) es un municipio ubicado en el condado de Hanson en el estado estadounidense de Dakota del Sur. En el año 2010 tenía una población de 115 habitantes y una densidad poblacional de 1,24 personas por km².

## Geografía
El municipio de Worthen se encuentra ubicado en las coordenadas 43°33′1″N 97°53′47″O / 43.55028, -97.89639. Según la Oficina del Censo de los Estados Unidos, el municipio tiene una superficie total de 93.11 km², de la cual 92,89 km² corresponden a tierra firme y (0,23 %) 0,21 km² es agua.

## Demografía
Según el censo de 2010, había 115 personas residiendo en el municipio de Worthen. La densidad de población era de 1,24 hab./km². De los 115 habitantes, el municipio de Worthen estaba compuesto por el 92,17 % blancos, el 0,87 % eran amerindios, el 3,48 % eran asiáticos y el 3,48 % eran de una mezcla de razas. Del total de la población el 2,61 % eran hispanos o latinos de cualquier raza.